# Bérégadougou (departamento)
Bérégadougou é um departamento ou comuna da província de Comoé no Burquina Fasso. A sua capital é a cidade de Bérégadougou.
Em 1 de julho de 2018 tinha uma população estimada em 16 105 habitantes.